# アメリカ合衆国の競馬
アメリカ合衆国の競馬（アメリカがっしゅうこくのけいば）では、アメリカ合衆国における競馬について記述する。

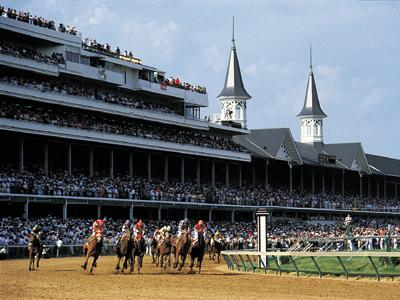
ケンタッキーダービーの様子

## 概説
この項目ではアメリカ合衆国で行われている競馬について解説する。なお、アメリカで最も規模が大きい競馬は、いわゆるサラブレッド平地競走であるが、それ以外のクォーターホース平地競走・スタンダードブレッドハーネスレース（繋駕速歩競走）なども盛んに行われている。この項目では特に注記の無い限りは、サラブレッド平地競走について記述する。
アメリカで競馬が始まったのは、17世紀半ばに本場イギリスから植民者達が持ち込んだことに始まる（詳しくは#歴史の節を参照）。ヨーロッパの貴族のスポーツとしての競馬とは異なる独自の進化を遂げた開放的な祭りとしての競馬は、マンノウォーやセクレタリアトのような世界の競馬史に名を残す名馬と共にアメリカ有数の人気スポーツに成長した。
2018年にアメリカ国内で生産されたサラブレッドは2万頭弱、開催されたレース数は3万6千回強、レースの賞金の総額は7億9千万ユーロ強と何れも世界一ないし世界有数の規模を誇っている。この数字はヨーロッパの競馬主要国である英愛仏独伊の数字を全て足し合わせたものと近いか上回る数字である。
アメリカ競馬の最も大きな特徴として挙げられるのが、ダート競走が主流であり、芝競走は格が落ちるということである。
現在のアメリカ競馬を代表する競走は毎年5月から6月にかけて行われるケンタッキーダービー・プリークネスステークス・ベルモントステークスのアメリカクラシック三冠である。特にケンタッキーダービーはずば抜けた知名度・人気を誇り、毎年15万人以上の観客を集める競馬の祭典である。次いで人気が高いのが秋11月初めに行われる年齢・距離・性別などあらゆる条件下で行われるブリーダーズカップ・ワールド・サラブレッド・チャンピオンシップ、特にケンタッキーダービーと同じくダート10ハロンで行われるブリーダーズカップ・クラシックは、アメリカ競馬最強馬および世界のダート最強馬を決める大競走である（詳しくは#競走の節を参照）。

## 歴史

### 植民地時代から南北戦争まで
アメリカの競馬は初期の植民者たちがイギリスから競馬を持ち込んだことに始まる。禁欲を旨とするピューリタンたちからは白い目で見られていたが、少なくとも17世紀半ばまでには植民地全体の人気娯楽となっていた。最初期の競馬は森の中の細い道やあるいは町中の街路で行われていた。例えばフィラデルフィアの中心部にあった「サッサフラスストリート」は「レースストリート」に改名されている。しかしこのことは深刻な騒音問題を引き起こし住民の反対によりレースの開催地を郊外へと移さざるを得なくなった。この状況を受けて、1665年にニューヨーク植民地知事のリチャード・ニコルズは現在のヘムステッドにアメリカで初の競馬場となるロングアイランド競馬場を設立させた。これにメリーランド植民地・バージニア植民地などが続いて競馬場を開設した。
元々イギリスでは貴族のスポーツである競馬はアメリカでも当初はそうであった。1670年にバージニアで成立した法律は競馬から労働者階級を締め出すものであり、また1674年にヨーク郡での裁判ではテイラーが貴族とレースを行ったことで罰を受けている。しかしそのような状況でも労働者の間での競馬人気は高まる一方であり、多数の労働者たちが観客・賭博客として競馬に参加した。
競馬人気の高まりと共に競馬場もレースの数も急増し、統一されたルール策定が必要となっていた。これに応えて1735年、サウスカロライナ州チャールストンにアメリカで初のジョッキークラブが組織された。その23年後に同じチャールストンで別のジョッキークラブが発足。このジョッキークラブはアメリカではじめて競走馬の血統登録を行った組織である。
レースの人気に応じてより質の高い競走馬の生産を求めて、本家イギリスから種牡馬・繁殖牝馬の輸入がさらに盛んに行われるようになった。史料で血統が確認できるうちで最も早い時期（1730年）に輸入されたとされるのがブルロック（Bully Rockとも）という父ダーレーアラビアン・母父バイアリータークの牡馬である。その他にも多数の馬が輸入された。その中でも有名なものが種牡馬スパーク (競走馬)と繁殖牝馬クイーンマブである。しかしアメリカ独立戦争が始まると競走馬の輸入はストップ、更に戦争に馬が駆り出されるようになると多くの競走馬が犠牲になった。
戦後は再び競馬人気が上昇。1802年にはニューヨークで競馬防止法が成立するなど保守派からの反対はますます激しいものとなっていたが、それにも関わらず隆盛の時を迎えた。

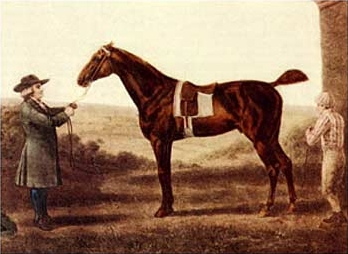
ダイオメド

イギリスからの輸入も再開され、1796年には第1回ダービー優勝馬ダイオメドが輸入されて種牡馬として大成功を収めた。更にその子孫たちも繁栄し、19世紀のアメリカ競馬界はダイオメドの子孫たちが支配していた。そのダイオメドの孫にあたる北部代表アメリカンエクリプスと南部代表サーヘンリーとで行われた1823年の南北対抗戦のヒートレースは2万5千ドルという巨額の賞金がかかり、6万人の大観衆を集めた。その観衆の中の一人が当時のフロリダ知事で後の第7代大統領アンドリュー・ジャクソンである。ジャクソンはホワイトハウスに厩舎を作らせるほどの競馬好きであった。この時期に競馬はアメリカ東部から中央部まで広がり、更にゴールドラッシュの波に乗って西部まで広がっていった。
この時期の競馬の特徴としてレースの距離が非常に長いことが挙げられる。競馬の発祥国であるイギリスでは、4マイル（約6.4キロメートル）もあるような競走やヒートレースは18世紀のうちに下火になり、19世紀半ばには、3歳や4歳の若馬による1マイル（約1609メートル）から1マイル半（約2414メートル）ほどの短距離で行われる「英国クラシック」が主流になった。アメリカの競馬界は、イギリス国内でのこうした「短距離化」を冷ややかな目で見ていた。アメリカでは数マイルから時には20マイルにもなるような距離で負担に耐え、スタミナを競う競馬が信奉された。ただアメリカでも1840年代ころから「短距離化」が進み、少なくとも20世紀に入ってからは長距離レースはマイナーなものになっていた。
長距離レースとは並行して4分の1マイルという短距離レースも盛んに行われていた。主にヴァージニアとノースカロライナ植民地で行われていたこのレース用に改良されて誕生したのがクォーターホースである。イギリス馬とアメリカ先住民の所有していた小柄なアンダルシア馬との交配で誕生したこの種は少なくとも1760年ごろより前には成立していたと考えられる。

### 南北戦争から競馬禁止法まで
南北戦争中には南部諸州では競馬は中断され、競走馬も独立戦争の時と同じように戦争に駆り出された。戦争終結後、荒廃した南部諸州には競馬をする資力も馬そのものも残っていなかった。この時期にそれまでの競馬の中心であった南部から北部へと中心が移動していった。
ニューヨーク州では1865年にはレナード・ジェロームとオーガスト・ベルモントの二人が中心になってジェロームパーク競馬場を開設、同時にアメリカンジョッキークラブを発足させた。この組織はそれまでのジョッキークラブとは違い、全国的な統括組織を目指して作られたものであり、ギャングが支配する不正とピューリタンたちの反競馬運動に対抗するべく競馬の健全化に取り組んだ。この試みは少なくとも部分的には成功し、ジェロームパーク競馬場では八百長も薬物もなかったと評されている。1868年からはオーガスト・ベルモントの名を冠したベルモントステークスが開始。
また1865年からアメリカンスタッドブックの編纂も始まっている。元々南北戦争前から本家ジェネラルスタッドブックに倣ってアメリカ版スタッドブックを作ろうという動きはあった。しかしその結果は甚だ不完全なものであり、サンダース・ブルースによって新たに作り直されたのが現在につながるアメリカンスタッドブックである。
ケンタッキー州は元々ブルーグラスと呼ばれる良質の牧草を備えた天然の放牧地を抱えており、競走馬生産は盛んに行われていた。競馬場も数は多かったが賞金が安かったために生産した馬は他州へ売却することが多かった。戦争ではケンタッキー州は中立であったが、戦場には度々なっており打撃を受けた。しかしそれ以上に南部の荒廃で受けた利益が大きかった。1875年にはチャーチルダウンズ競馬場が開設、同時に第1回ケンタッキーダービーが開かれている。またメリーランド州では1870年にピムリコ競馬場が開設、3年後の1873年にプリークネスステークスが始まる。1888年にはシープズヘッドベイ競馬場で2歳馬による競走のフューチュリティステークスが始まり、この競走の創設により2歳馬路線の充実が一段と図られ、馬主も競走馬の活躍による恩恵を早い段階から受けられるようになり、アメリカの競馬もスタミナを重視する長距離寄りの競走からスピードを重視する短中距離寄りの競走に変遷していった。

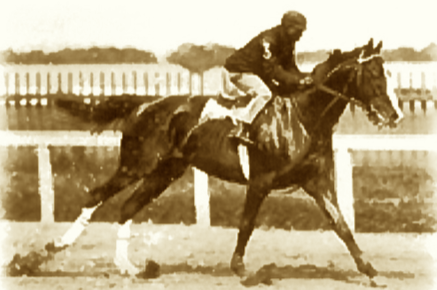
ケンタッキーダービー初代優勝馬アリスティデス

更に競馬は中部・西部にも広がっていき、シカゴでは1884年にワシントンパーク競馬場が開設。同年にアメリカンダービーが開かれた。戦争の被害をほとんど受けなかったカリフォルニアでは一気に競馬が広まり、1894年時点で40の競馬場があった。
また1866年にはアメリカで最初のブックメーカーがフィラデルフィアに登場。各地でも同様の業者が賭博を司るようになった。ジェロームたちはパリミュチュエル方式の導入を試みたのだが、ブックメーカーたちと競馬場の反対により上手くいかなかった。競馬に賭けられる金額が莫大なものとなるにつれ調教師たちへの圧力は極めて強いものになり、八百長・薬物が蔓延するようになった。
このような不公正な競馬の広がりに伴い、従前より競馬を白眼視してきた保守派の人々はついに競馬を大々的に攻撃し始めた。ミズーリ州とイリノイ州から始まった競馬禁止の波は全米に広がり、1908年にはニューヨーク州で賭博が禁止になった。1897年には314あった競馬場がこの年にはわずか25場に激減した。アメリカの多くの州で競馬が不可能になったことで、カナダや、競馬を禁止しなかったケンタッキー州やメリーランド州の競馬が利益を得た。しかし生産された競走馬の行き場が無くなったことで生産界は致命的な打撃を被り、数千頭が海外へ輸出された。優秀な調教師や騎手、裕福な馬主も多くが大西洋を渡ってイギリスやフランスへ移った。
ケンタッキー州ではチャーチルダウンズの支配人であったマット・ウィンの指揮のもと競馬を復活させるために統括団体を作って不正を取り締まり、パリミュチュエル方式を採用してブックメーカーを追い出すことで競馬に対する信頼を回復することに成功した。他の州でもこれに追随、ニューヨーク州の賭博禁止令も1913年に撤廃されて競馬が再開された。しかしそのまま消えてしまった競馬場もまた多い。
この時期に起きた大きな変化の一つが前述のパリミュチュエル方式の導入、そしてもう一つがアフリカ系アメリカ人の排除である。
元々、南部の牧場では馬の世話は黒人奴隷の役割であり、そこで身に着けた技術で騎手・調教師として活躍するのも自然な流れであった。第一回ケンタッキーダービー優勝馬アリスティデスに騎乗していたのも黒人のオリバー・ルイスであり、このレースで騎乗した騎手の15人中13人が黒人であった。その後も黒人騎手の活躍は続き、ケンタッキーダービーの最初の16回のうち半分は黒人騎手が勝利している。しかし南北戦争終結後にやってきた人種差別の大波はスポーツ界を飲み込み、野球など（ニグロリーグも参照）と同様に黒人騎手は競馬界から排除されていった。ケンタッキーダービーに優勝した黒人騎手は1902年のジミー・ウィンクフィールド（騎乗馬アランアデール）が最後である。ダービーの騎乗すら1921年のヘンリー・キング（騎乗馬プラネット）を最後に2000年のマーロン・ジュリアン（騎乗馬キュルール）まで実に79年の長きにわたって途絶えていた。この時の白人騎手の黒人騎手に対する迫害は酷いものでレース中に故意に落馬に追い込んだり、鞭を振り上げて叩いたりしていたという。これに追い打ちをかけて競馬禁止の波が襲い、波が引いた後も黒人たちは競馬に戻ってこようとはしなかった。
そしてもう一つ。アメリカ国内の競馬禁止令に伴って発生した「アメリカ競馬のイギリスへの侵入」もまた特筆すべきであろう。それまでのアメリカ競馬は本場イギリスの競馬から教えを乞う立場であり、競馬後進国であった。しかし独自の発展を続けたアメリカ競馬は本家に様々な要素を輸出するまでになったのである。その一例がモンキー乗りである。アメリカで開発されたこの騎乗方法は1895年にウィリー・シムズという騎手によって英国で披露されたが、この時は成功を収めることは出来なかった。その2年後に騎手トド・スローンによって再び持ち込まれたこの騎乗法は瞬く間に本場の騎手の騎乗法をぬり変えてしまった。その他にも厩舎での扱い・調教のやり方・餌・蹄鉄などの要素がアメリカからイギリスにもたらされた。ただしドーピングというよろしくない要素もまた持ち込まれた。競走馬自体もアメリカから大量に持ち込まれており、これが悪名高きジャージー規則が成立する一因となった。

### 競馬黄金時代

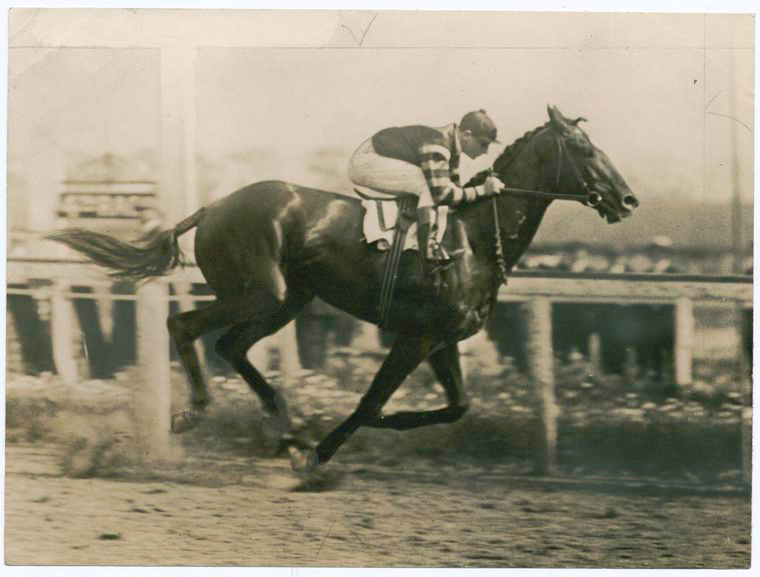
アメリカの象徴マンノウォー

1914年に始まった第一次世界大戦はアメリカの競馬には大きな影響を与えなかった。戦争が終わり、戦争特需の恩恵も受けて超大国へと成長したアメリカではスポーツも黄金期を迎える。
この時代に現れたスーパースターがマンノウォーである。21戦20勝という圧倒的な成績を残したマンノウォーは単に優れた競走馬としてではなく同時代のベーブ・ルースなどと共にアメリカを象徴する英雄として扱われたのである。
1929年に大恐慌が起きるとアメリカ経済は一転どんぞこに陥るが、競馬人気はむしろ上がった。希望の無い時代に競馬で一攫千金を狙う人々が競馬人気を支えていたのである。1932年にベイメドウズ競馬場・1936年にキーンランド競馬場が開場しているのはこの証左といえる。またこの頃になると一部を除いてパリミュチュエル方式の競馬は合法の物となっていた。大恐慌により財政難に陥っていた各州政府がこれら競馬場からの税収を必要としていたためである。またフランクリン・ルーズベルト大統領の主導により各州で競馬委員会が設立され、ジョッキークラブが全国的な支配力を失った。ただしまだジョッキークラブは各委員会に対する影響力は保持しており、その権限が完全になくなるのは第二次世界大戦の後である。もう一つ重要な変化として薬物違反を検挙するための唾液検査・馬の個体識別のための入れ墨制度が導入されたことが挙げられる。
大恐慌時代のスーパースターがシービスケットである。最初は最下級のクレーミング競走ですら勝てなかった弱小馬だったが、そこから次第に実力を身に着けて同世代の三冠馬ウォーアドミラルとのマッチレースで勝利するまでになったこの馬は暗い時代の希望の星となった。
第二次世界大戦が勃発したのち、日本からの攻撃を受ける可能性がある（と考えられていた）カリフォルニアの競馬場は少なからず影響を受け、1942年に競馬自体が停止。更に停止されたサンタアニタ競馬場とタンフォラン競馬場の敷地は日系人の強制収容が行われた際に一時的な抑留地として使われた。他の競馬場でもレーストラックの内側を野菜畑（戦時農園）に変えたり、また戦争協力金として競馬界全体で1650万ドルを拠出した。ただアメリカ全体の競馬としてはそこまで大きな影響は受けていなかった。大レースは相変わらず続けられていたし、競馬全体の総賞金額は膨らむ一方であった。戦争が長期化した1945年1月に遂に全米で競馬が停止した。しかしその年の5月には停止令が撤回されており、アメリカ競馬全体の賞金額は3千2百万ドルと記録を更新した。

### 戦後の競馬
第二次大戦終結の後、競馬界にもテレビ時代が到来した。それまで競馬場にじかに足を運ぶか・ラジオの中継を聞いて想像で補うかしか無かった競馬がテレビで家に居ながらにして楽しめるようになったのである。例えばネイティブダンサーは芦毛であるため白黒テレビで見分けがつきやすいということで人気を博したのである。ただし競馬界は当初実際に来場する客の減少を恐れてテレビ中継を拒んでいた。アメリカンフットボールやバスケットボールがテレビの力を借りて人気を拡大していったのに対して、競馬界はテレビの力を十分に活用できなかった。
また1951年にそれまでジョッキークラブに与えられていた権限が裁判で覆され、その権限が取り上げられるということが起きている。これ以降のジョッキークラブは血統の管理などを行う組織となり、統括団体ではなくなった。一方、この年、アメリカ競馬名誉の殿堂博物館が設立された。

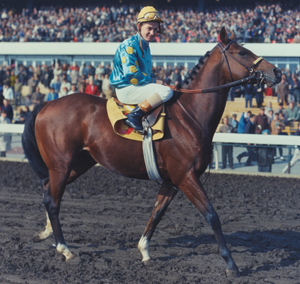
ノーザンダンサー

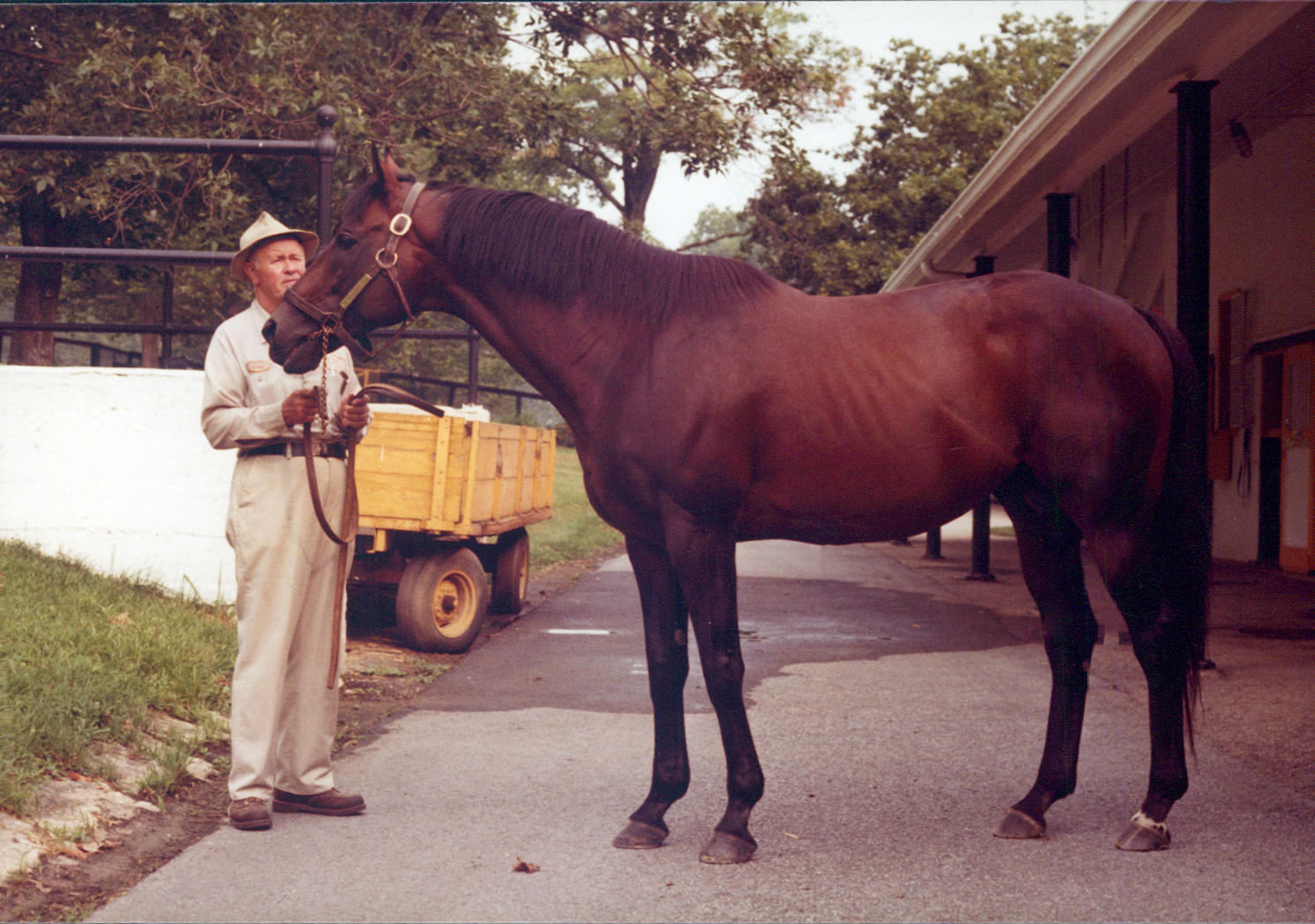
ミスタープロスペクター

1970年代にはセクレタリアト・シアトルスルー・アファームドと立て続けに三冠馬が登場したが、それにもまして重要なことがノーザンダンサーの登場である。カナダからやってきてアメリカ二冠を取ったこの馬は種牡馬入りするや否やイギリスクラシック三冠馬ニジンスキーを筆頭に数えきれないほどの活躍馬を出して世界のサラブレッド血統地図を瞬く間に塗り替えてしまった。更に言えば、ノーザンダンサーの仔らがとてつもない高値で取引されたことから競馬にビジネスの側面か有ることをアメリカ人は気づいたのである。これ以降は競馬のビジネスモデルが確立された。その10年後、アメリカ発の血統革命第二弾がミスタープロスペクターである。この2頭とその子孫により世界の血統地図はほぼ塗りつぶされてしまった。
しかし拡大し続ける競馬ビジネスの裏で競馬自体は空洞化が進んでいた。未だに競馬は人気スポーツと思われていたが、実際にはずっと前から競馬を応援してきたファンが支持しているだけで新規のファン層を獲得することは出来ていなかったのである。更に競合する新たなギャンブルとして宝くじ・カジノなどの公認が進み、客の取り合いになってしまう。三冠競走は未だ高い注目度を誇っていたもののそれ以外のレースは注目度も落ち、競馬全体のイメージも悪化していた。この状況に危機感を抱いたゲインズウェイファーム創始者のジョン・ゲインズが中心になって全米のブリーダーたちが集まり、1984年にブリーダーズカップが創設される。高額賞金レースを一日で7レース、しかも完全TV中継という競馬の大祭典を目指して創設されたこのイベントは成功を収め、ブリーダーズカップ・クラシックはダービーと並んでアメリカにおける二大競馬競走となった。
2006年のケンタッキーダービー馬バーバロの死を切っ掛けに、競走馬の安全の観点からカリフォルニア州競馬委員会は域内の全競馬場に2008年1月1日までにオールウェザー馬場を導入する命令を出した。その他の競馬場でもこれに続き、最大で9の競馬場が導入していた。事故の軽減という点では有意に改善が見られ、2014年のジョッキークラブの調査によると出走馬1000（頭）に対してオールウェザーでの馬の死亡率は1.18（頭）に対して、芝では1.22・ダートでは1.78となっていた。しかし馬場がぬかるむ・耐久性・排水性・維持費などの問題が噴出。カリフォルニア州競馬委員会は方針を転換して競馬場が希望するならばダートに戻しても良いとし、各競馬場もオールウェザーを廃止してダート馬場に戻した。
2020年現在では競馬の抱える大きな課題は一つが人気の低下であり、もう一つがドーピング問題である。
かつては国民的スポーツと呼ばれた競馬だがその座から滑り落ちて久しく馬券の売上額・生産頭数・レース数などは右肩下がりの状況が続いている（総賞金額は上昇している）。2015年にハリス世論調査が行った調査ではアメリカ国民の中で競馬を「最も好きなスポーツ」と答えたのは1%（1985年では4%）に過ぎず、スポーツ全体の中で13位だった。
そして最も深刻なのがドーピングである。2020年、マキシマムセキュリティなどを管理していたジェイソン・サーヴィス調教師が禁止薬物の使用で訴追された。おおよそアメリカの競馬の最初期から問題になっていた薬物問題をそれから350年経った今でも解決できていないのである。前述の人気低下も薬物問題からくるイメージダウンが一因になっていると考えられている。この問題を解決するためにかつてのジョッキークラブのような全国的に支配力を及ぼせる統括組織・コミッショナーを作るべきだという意見も多いが、実現には至っていない。しかし2019年には2021年からそれまで使用が認められていたラシックス（化学名フロセミド）を全てのステークスレースで禁止にするという大きな決断を行った。
これらの悲観的な意見に対してアメリカンファラオで三冠を達成した後のボブ・バファートは「空はまだ落ちていません。もっとスターが必要です。」と述べている。

## 特徴
- カナダを含む北アメリカの競走馬の血統書の管理業務は、ジョッキークラブが行っている。
- 競馬に関する賭けは現在、パリミュチュエル方式で行われており、ブックメーカー形式は認められていない[61]。
- 売り上げは年間170億ドルほどで日本、イギリスに次ぐ、但し規模や総人口を考えればそれ程多くは無い。
- サラブレッドの生産頭数は世界でも飛びぬけて多いが[61]、1986年の5万1296頭をピークに以後は減少傾向が続いており[62]、2023年には1万8143頭にまで減少した[63]。生産がもっとも盛んなのはケンタッキー州で、他の州での生産が減少する中でも生産頭数を維持した結果、2023年現在は全体の約6割強を占めている[63]。スタンダードブレッドの生産頭数も世界2位の10000頭を誇る。その他多様な品種を用いて競馬が行われており、クォーターホースを用いた超短距離戦や純血アラブ限定の競馬も盛ん。
- 欧州と比べると全体的に優勝賞金の額が高く、そのうえ地理的にも近く、さらに芝路線はそれほどレベルが高くないとあってアメリカの芝競走に積極的に参加する欧州馬も多い。特に、ブリーダーズカップ・ターフにはよく欧州の有力馬が集まる。

### 競走体系
アメリカ競馬の際立った特徴として挙げられるのが、ダート馬場での競走がメインで、芝の競走はメインではないと言うことである。ブリーダーズカップ・マイル・ブリーダーズカップ・ターフなど格の高い芝競走も存在するが、ケンタッキーダービー・ブリーダーズカップ・クラシックなどのダート競走よりは格下に位置付けられると一般的に考えられている。
もう一つアメリカ競馬を特徴づけるのが、クレーミング競走である。現役の競走馬の取引を目的とするこのレースはアメリカで行われるレースの過半を占める。この場合の競走馬の取引価格は一番下の階層で5000ドルほどと安価であり、馬主資格が容易に手に入ることも合わせて日本やヨーロッパに比べて「競走馬を所有する」ということに関しての敷居は格段に低いといえる。

#### 競走の種類
- メイデン（Maiden Race） - 勝利したことが無い馬だけが出走できる未勝利戦。期待値の高い馬は「メイデンスペシャルウェイト」に期待値の低い馬は「メイデンクレーミング」（後述）にという区分がある。
- アローワンス（Allowance Race） - 年齢・性別・獲得賞金・過去の戦績など様々な条件によって出走資格が決まるレース。日本語媒体では「条件戦」と訳されることが多いが、日本競馬の条件戦とは大きく意味合いが違うので注意。
- クレーミング（Claiming Race） - 出走馬が売りに出されているレース。格的には最下層のレースであり、アメリカで行われているレースの半数以上がこれである。メイデンクレーミングとアローワンスクレーミングが基本。
- ブラックタイプ（Black Type）・ステークス（Stakes）・リステッドレース（Listed） - それぞれグレード格付けが無いレースの中で格が高いレースである。詳しくは当該記事を参照。
- グレードレース - アメリカとカナダはヨーロッパのグループ制に対してグレード制を採用している。上からG1・G2・G3とあり、国際的に格が高いと認められたレースである。
  - 2019年のアメリカで行われたグレードレースの総数は447（うちG1が103・G2が130・G3が214）[65]。

#### コースの特徴
アメリカの競馬場は全て左回りに統一されている。トラック一周は1マイル（約1600メートル）から1と1/8マイル（約1800メートル）と日本やヨーロッパの競馬場と比べて小回りのものが多く、直線も短いためアメリカ競馬は基本的に先行有利である。通常、外回りにダートコースが、内回りに芝コースが設けられているが小さな競馬場では芝コースが無い場合もある。
前述のとおり、アメリカ競馬ではダート競走がメインであり、芝競走は格が落ちる。世界の競馬の中でダート競走をメインとしているのはアメリカとカナダ、あとはドバイワールドカップミーティングなどだけであり、際立った特徴といえる。ただ一概に「ダート」といってもアメリカのダートはアメリカの荒野の「土」を使ったものであり、日本の「砂」のダートとは大きく性質が異なる。アメリカのダートは乾燥するとどんどん硬くなっていき、タイム的には芝と同じかそれ以上に速いタイムが出る。ただしその分、馬に与えるダメージも大きくなる傾向がある。
芝競走は何度か繰り返した通りにダートより格が落ちるとみなされている。とはいってもブリーダーズカップ・マイルのようにヨーロッパからの参戦も多くレベルの高い競走もあり、2019年からはニューヨーク州で芝の三冠競走が整備されるなど、芝の評価は高まっている。
もう一つ、オールウェザー馬場については歴史の項で触れたように2000年代半ばに主に西海岸で取り入れられたが短期間で元に戻ってしまった。ただ2019年にサンタアニタ競馬場で競走馬の死が続いたことを受けて再び導入すべきという声も挙がっている。2021年3月、ガルフストリームパーク競馬場を運営する1/STが芝外周コースをオールウェザー馬場に変更することを発表している。これによりガルフストリームパーク競馬場は世界の競馬主要国において初となるダート、芝、オールウェザーの3つをコースを持つ競馬場に変更される。

### 薬物問題
アメリカの競馬を語る上で（悪い意味で）忘れてはいけないのが禁止薬物を使用するドーピングである。
1866年にジェロームパーク競馬場が開設された際にニューヨークタイムズの記者は「（ジェロームパークでは）騎手を買収したり、馬にアヘンを投与するようなこともない。」と評した。逆にいえば他の競馬場では普通に行われていたということである。また20世紀初頭にイギリスで活躍したアメリカ人調教師エノク・ウィシャードは常習的に馬にコカインを投与しており、これは当時のイギリスの常識では考えられないことであった。
20世紀初頭にはコカインやヘロインが使われていた。このころには検査も無く、不正の発覚は当人たちの告白に拠っていた。1931年にラダナという牝馬に厩務員が鎮静剤を投与したと告白したが、この件については調教師が全責任を取ることになった。これを切っ掛けに厩舎内の不正については行った者が誰であろうと調教師が絶対の責任を負うという規則（Absolute Insurer Rule）が出来た。
1934年、当時の最先端であったフランスから技術を導入し、アメリカでもレース後の唾液検査が行われるようになった。更に尿検査も行われるようになる。唾液に比べてより尿はより精密な検査が出来るのであるが、馬が尿を催すまでに時間がかかるという欠点もあった。検査によりコカインなどを使用することは難しくなったが、それに対してまた新しい薬物が使われ、新しい検査に対して更に新しい薬物とイタチごっこの様相を呈するようになる。
1968年のケンタッキーダービーで1着になったダンサーズイメージは禁止薬物ブタゾリジン（フェニルブタゾン）が検出されたことで失格となった。その後、馬主のピーター・フラーはこれを不服として裁判に訴えたが5年の闘争の末に断念。その1年後の1974年にブタゾリジンはケンタッキー州で合法となった。ラシックス・アナボリックステロイドなどの使用が始まったのもこの頃とされる（詳しくは#ラシックス・#アナボリックステロイドで記述する。）。
アメリカ競馬の薬物規制はそれぞれの州でバラバラであり、州によって禁止薬物・閾値が様々である。全アメリカ競馬で同内容・同質の薬物規制を行うことを目指して2001年に設立された組織が薬物規制標準化委員会（Racing Medication & Testing Consortium、略称RMTC）であるが、未だ道半ばである。
2000年代に入り、メジャーリーグ・ベースボールのドーピングスキャンダルを受けて競馬界でもドーピング（特にアナボリックステロイド）に対する風当たりが強くなり、競馬界でもアンチドーピング運動が起こる。2006年のダービー馬バーバロの死・2008年のダービー2着馬エイトベルズの死などもあり、アナボリックステロイドについては馬が元々自然に持つテストステロン・ボルデノン・ナンドロロンの三種とスタノゾロール以外は禁止となった。ラシックスについても段階的に禁止する予定である。
しかしその中で2020年3月にマキシマムセキュリティなどを管理していたジェイソン・サーヴィス調教師とエックスワイジェット（2019年のドバイゴールデンシャヒーン勝ち馬）などを管理していたホルヘ・ナバロ調教師など27人が禁止薬物の使用疑惑で訴追された。この事件によりアメリカ競馬に於けるドーピング問題は過去のものではなく、現在進行の問題であると改めて人々に認知されてしまった。特にエックスワイジェットはこの年の1月の現役中に心疾患により死亡しており、その死にドーピングの影響があったのではないかとの疑いがもたれることとなった。
このように競走馬のドーピングは単に不公正というだけではなく、動物虐待という性格を強く持つということを忘れてはならない。

#### ラシックス

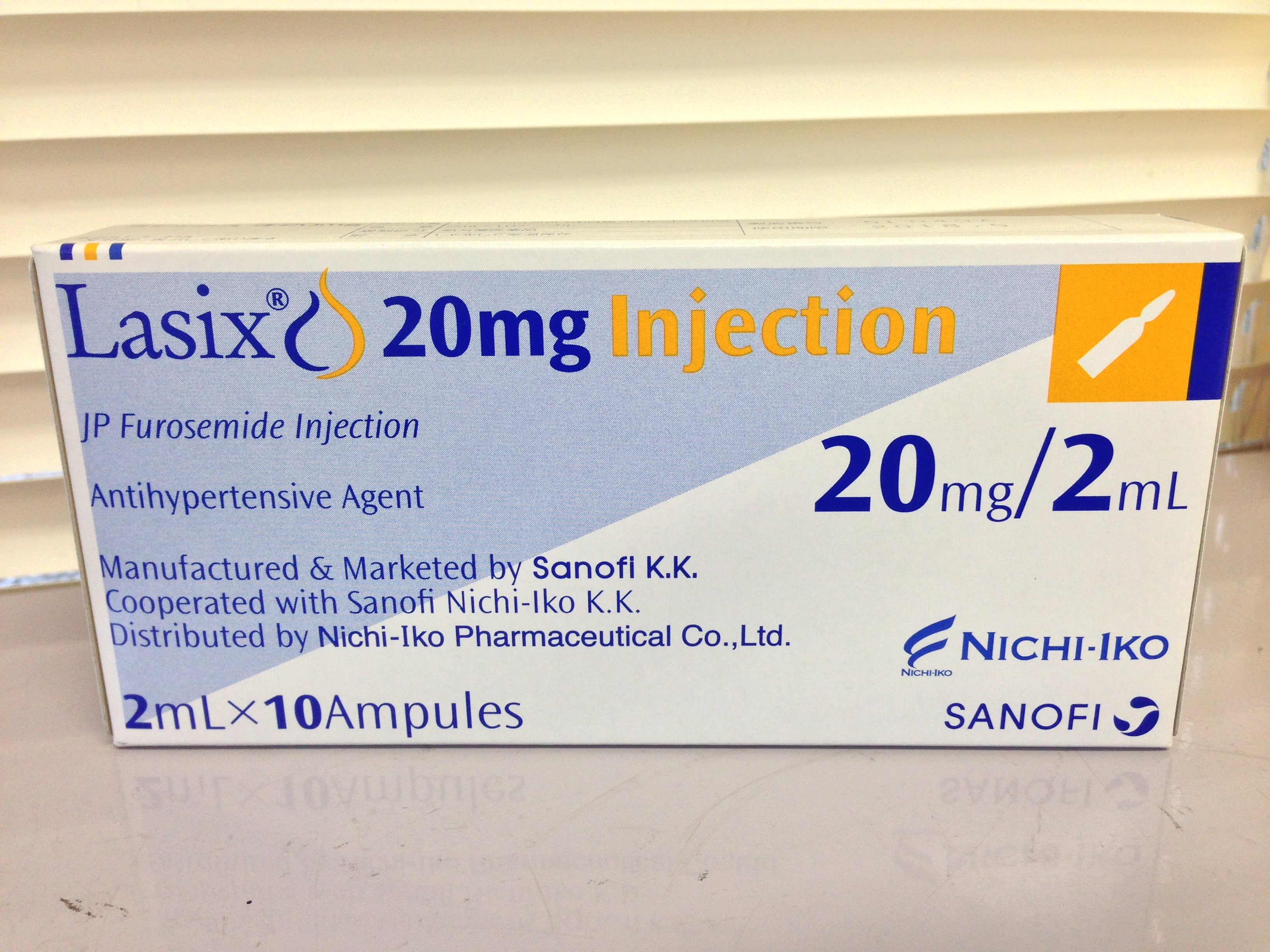
ラシックス注射薬

競走馬は調教・レースなどで激しい運動をすることでしばしば肺出血を起こす。これを運動誘発性肺出血（EIPH）という。日本ではウオッカの引退原因になったことで有名である。肺出血を起こした馬は競走能力の低下を起こすという研究結果がある。
ラシックス（別名サリックス・化学名フロセミド）は通常利尿薬として使われる薬であり、競走馬に投与すると1時間で10-15リットルの大量の尿を排泄する。通常の場合これは一日の排泄量に相当する。この排泄により馬の血圧は大きく下がり、肺血管の血圧を下げることでEIPHを予防ないし症状を軽くする効果があるとされる。また大量の尿が出て馬体重が軽くなるので、その分速く走れるのではという推測もある。
ラシックスのデメリットについては常用すると骨密度を下げて骨折しやすくなるという意見があり、それを補強する研究結果もある。またラシックスの利尿効果によって脱水症状を起こす可能性も指摘されている。更に言えば、利尿剤であるのでそれ以外の違法薬物の隠蔽のために使われているのではないかという疑念もある。
ただしこれらラシックスの「メリット・デメリット」については様々な意見・研究があり、定見はない。そもそもラシックスの使用に関しては馬が出血していようとしていまいと「他の馬が使用しているから自分たちの馬にも使う」という理由によるところが大きいのである。
ラシックスを初めて馬に使ったのはケンタッキーの伝説的な獣医師アレックス・ハートヒルであるとされる。ハートヒルはラシックス以外にもそれまでは人間にしか使われていなかった多数の薬物を馬に応用し、この分野において大きな進歩をもたらした人物である。1960年代後半に使用が始まったこの薬は1974年にメリーランド州で使用が公認。この時に著名なオーナーブリーダーフレッド・W・フーパー（プレシジョニストなどの生産者・馬主）は「一旦ドアを開けたら、それ（薬）を制御できるとは思えない」と述べた。その言葉通りに使用者はどんどん増えて、1995年に最後に残ったニューヨーク州が公認したことで全米で使用が公認され、一時期は全競走馬の90%以上が使用していたといわれた。
2012年にはブリーダーズカップの2歳戦で当日のラシックスを禁止、更に2013年からは全レースで同様に禁止するとしたが、強い反対に遭い頓挫。翌2014年はラシックスの使用を認めた。2019年にチャーチルダウンズ競馬場などを所有するチャーチルダウンズ社・ベルモントパーク競馬場などを所有するニューヨーク競馬協会（NYRA）・サンタアニタ競馬場などを所有するストロナックグループ・他にデルマー競馬場など米国内の主要競馬場が連合してレース当日のラシックスを段階的に禁止すると発表した。同発表によるとこれらの競馬場では2020年には2歳戦で当日のラシックス使用を禁止、更に2021年からはすべてのステークスレースでラシックスの使用を禁じるとしている。

#### アナボリックステロイド
（注:この節でステロイドと表記した場合は全てアナボリックステロイドの意味。）
アメリカ競馬でアナボリックステロイドは50年代に治療目的で、60年代からパフォーマンス向上のために使われ始めたらしい。その後の具体的な使用状況については分からない所も多いが、2003年のペンシルヴァニア州の調査では61.7%の競走馬にステロイドが使用されていたという。
2006年、ケンタッキーダービーを圧倒的な強さで勝利したバーバロはアファームド以来の三冠馬誕生を期待されてプリークネスステークスに出走した。しかし出走直後に脚を骨折。その後、長い治療生活に入ったが結局死亡してしまった。その死を悼んで2008年にはチャーチルダウンズ競馬場にバーバロの銅像が建立された。その年のケンタッキーダービーで牝馬としては9年ぶりのダービー出走となるエイトベルズは2着に健闘したがゴールした後に両前脚を骨折、そのまま安楽死処分となり、立て続けの悲劇が起きた。そして優勝馬ビッグブラウンの調教師リチャード・ダトロー・ジュニアがビッグブラウンに対してアナボリックステロイド(スタノゾロール)を使用していたこと・これからも使うことを明言したことでステロイドに対する反発が広がり、大論争となった。
元々メジャーリーグ・ベースボールでドーピングが大きな問題となったことを切っ掛けに全米スポーツ界でアンチドーピングの波が広がっていた最中であり、この年の3月にケンタッキー州選出の下院議員エドワード・ホイットフィールドは適切なステロイド規制が行われない場合は州間競馬法を廃止すると警告していた。
競馬界の方でも2006年末からRMTCはスタノゾロールを禁止薬物に指定することを進めていたのだが、2008年の時点で競馬が行われている38州のうち、スタノゾロールを禁止していたのはカリフォルニア州など10州に留まり、三冠競走の行われる州でもまだ禁止ではなく、ダトローの行為は違反ではなかった。
2020年現在、ステロイドに関してはRMTCの方針をほとんどの州が受け入れ、馬が元々自然に持つテストステロン・ボルデノン・ナンドロロンとスタノゾロールの4種類以外のアナボリックステロイドは全て禁止になった。スタノゾロールについても先述の10州に追随して禁止にするところが徐々に増えており、三冠競走でも禁止になっている。しかし2020年現在で33州のうち16州、およそ半数の州では禁止になっていない。

## 競馬に関する人・組織

### 競馬関連職業
アメリカの競馬の特徴の1つが参加する敷居が非常に低いということがある。例えば日本で馬主資格を得るには年収・総資産が一定以上である必要がある。アメリカではそのようなものはなく、「名前と住所を書けば馬主になれる」とすら言われる。騎手・調教師も同じく特別な資格などは必要なく、なるだけならごく簡単である。しかしその先に待っているのは厳しい競争であり、能力の無い者は早々に撤退に追い込まれる。
アメリカ競馬の騎手・調教師・馬主等のライセンスは、各州の競馬委員会が発行している。これら委員会に申請を行い、（騎手・調教師は試験の後に）これが受理されればそれぞれのライセンスを得ることが出来る。その方法は州によって様々であるが、例えばこちらはケンタッキー州の競馬関連職業の申請書である。犯罪歴が無いこと・近親者に競馬に関して違反した者がいないことなどを求めている。

#### 騎手

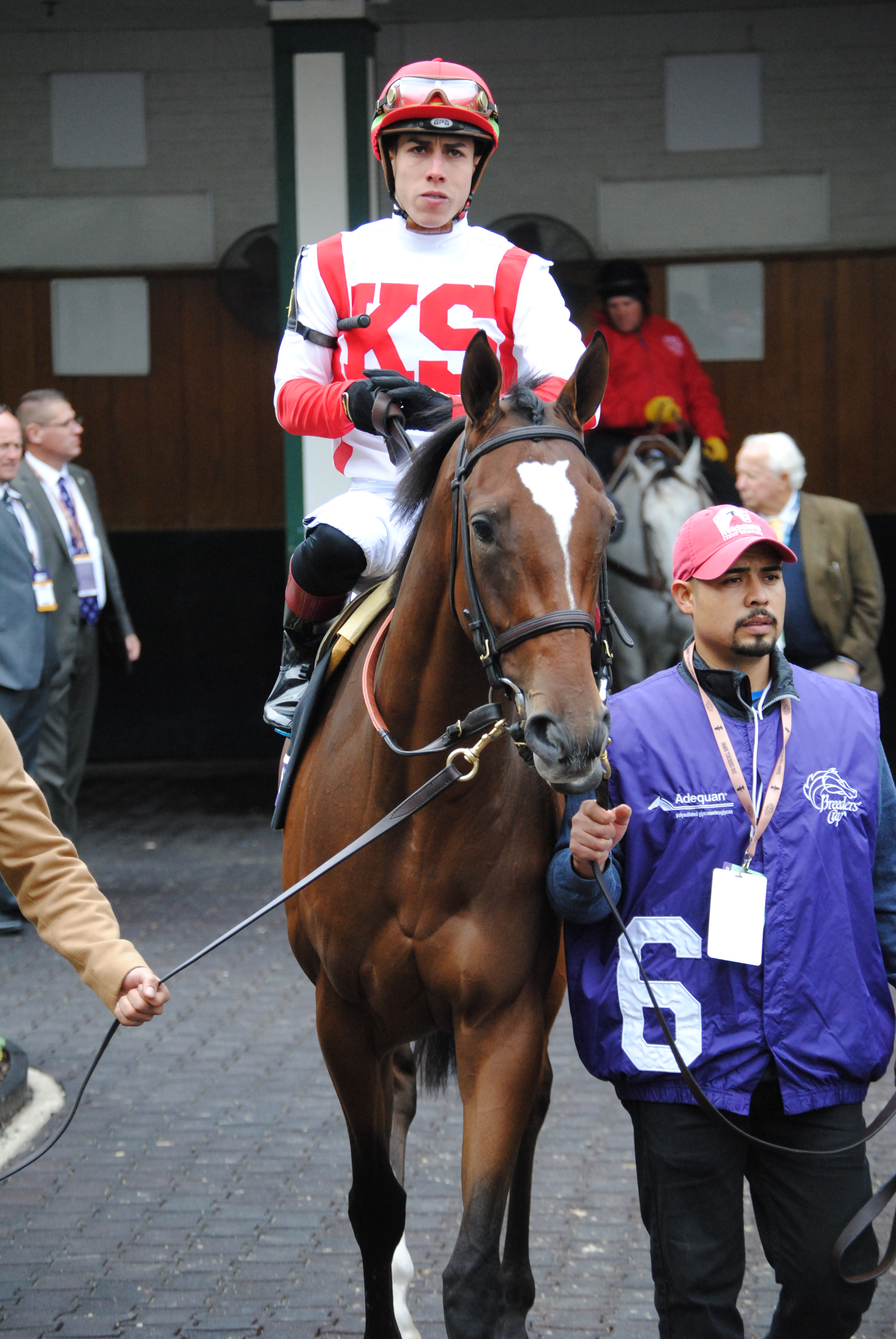
2019年のアメリカリーディングジョッキー、イラッド・オルティス・ジュニア

2017年にボブ・エハルトが45人の競馬関係者に行ったアンケートで決定した過去50年のアメリカの騎手トップ10が以下である。
1. ウィリー・シューメーカー
2. ラフィット・ピンカイ・ジュニア
3. アンヘル・コルデロ・ジュニア
4. ジェリー・ベイリー
5. クリス・マッキャロン
6. マイク・スミス
7. ビル・ハータック
8. パット・デイ
9. ブラウリオ・バエザ
10. ジョン・ベラスケス

現在のアメリカでおおよそ1500人ほどの職業競馬騎手がいる。
騎手になるにはほとんどの州で16歳以上であることが条件である。日本やイギリスの競馬学校のような正式な専門課程はアメリカには存在していない。アメリカ殿堂騎手クリス・マッキャロンによって作られた北米レーシングアカデミー（NARA）が存在しているが、必須課程ではない。
資格は必要ないが、斤量の関係から体重は119ポンド（約54Kg）未満であることが絶対であり、多くの騎手は108ポンドから118ポンド（約49-53.5Kg）である。身長には制限は無いが、体重制限を守るためにはある程度の限界がある。一部の州では体重制限を健康的に守れる体格であることを求めている場合がある。
騎手としての技術・身体能力についてもこれがない騎手に騎乗依頼を出す馬主もいないので、何らかの方法で身につけておく必要がある。パット・デイは自動車修理工場を経営していた父親から馬術を教わり、ウィリー・シューメーカーは高校中退後に近所の牧場で働いていた。
騎手の収入として基本的なものが一回騎乗するごとの騎乗料で25ドルから100ドルほどを受け取る。これをジョッキーマウントという。そして主要な収入源がレースの賞金で、1着を獲得した場合、レースの総賞金額の6%（馬主が受け取る額の10%）を騎手が受け取る。以下、2着では1%・3着で0.5%となり、4着以下の騎手はジョッキーマウントのみとなる。
そしてこの収入の中から騎乗依頼の仲介を行うエージェント（騎乗依頼仲介者）・馬具の管理を行うバレットに対してそれぞれ20-30%・5-10%ほどを支払う。
2017年の数字で言うと、リーディングジョッキーだったホセ・オルティスの収入が210万ドルほど。一方で格差は非常に激しく全体の下4分の1のジョッキーの収入は1200ドル未満、上4分の1は59000ドル。更にジョッキーの上位6%が全体の収入の半分を占めており、上位1%が全体の収入の2割を稼いでいる。
騎手には常に落馬の危険があり、死の危険も十分に存在する。それに対して収入は決して高いとは言えず、怪我した時の保障もない。これに対して騎手たちの労働組合であるジョッキーズギルドが存在しており、負傷した騎手に対しての支援も行われているが、その額は月に1000ドルと十分な額とは言えない。

#### 調教師

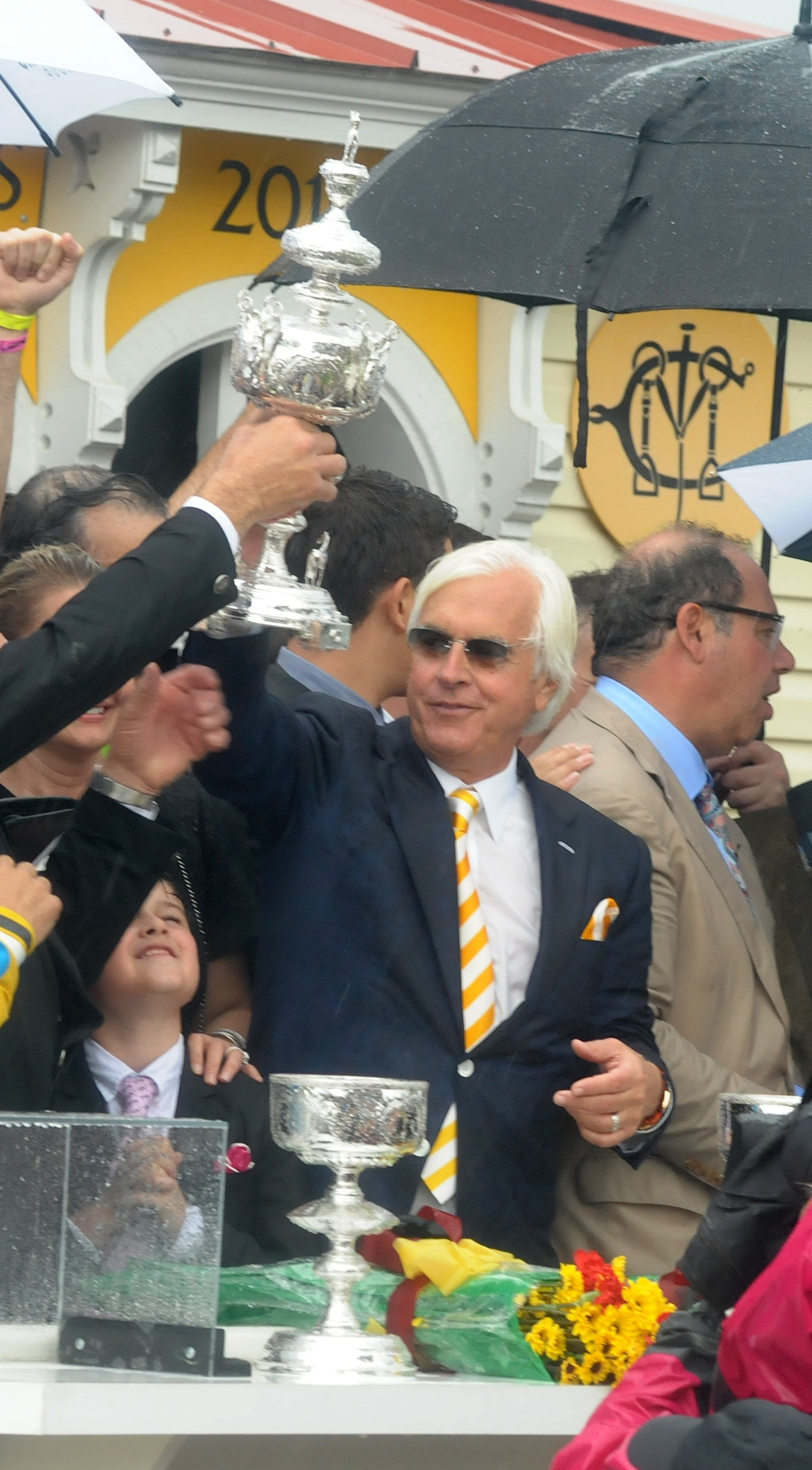
殿堂調教師ボブ・バファート

騎手と同じくボブ・エハルトがまとめた過去50年のアメリカの調教師トップ10が以下である。
1. チャーリー・ウィッティンガム
2. ウッディ・スティーヴンス（英語版）
3. ボビー・フランケル
4. ボブ・バファート
5. ウェイン・ルーカス
6. H・アレン・ジャーケンス（英語版）
7. ラズ・バレラ（英語版）
8. ウィリアム・モット（英語版）
9. フランク・ホワイトリー・ジュニア（英語版）
10. トッド・プレッチャー

調教師も騎手と同じく必須の専門課程は存在していない。アリゾナ大学など一部の大学では競馬の専門課程が存在しているが必須ではない。騎手のような身体的能力は必要ないが、馬に接してきた経験は必須であり、能力の無い者に馬を預ける馬主がいないのはこれも騎手と同じである。ボブ・バファートは前述のアリゾナ大学の専門課程を履修し、クォーターホースの調教師として成功を収めた後にサラブレッド調教師に転向している。ロバート・フランケルは当時の著名な調教師であったバディ・ジェイコブソンの下に入って修行を積んだ。
日本であれば美浦・栗東の両トレーニングセンターに普段競走馬が寝泊まりする馬房があるが、アメリカの場合は各競馬場の中に馬房がある。
調教師は馬主から馬を預かり、預託料として一日当たり65ドルから100ドルを受け取る。そしてその馬がレースに勝利した場合はその賞金のうち10%を受け取る。当然のことながらこの中から調教助手・厩務員ら厩舎のスタッフの給料を払わねばならない。
2019年のアメリカ合衆国労働省労働統計局の調査によると調教師の年収の中央値は30430ドル。下位10%は20810ドル・上位10%は59110ドル。ただしこの数字は競馬の調教師だけではなく、動物の調教師一般の数字である。
アメリカの調教師は他の国のそれと比べて馬が若いうちから厳しい調教を施し、徹底的にスピード競馬を叩き込むことに特徴があるとされる。これにはアメリカ三冠のスケジュールが早い時期に過密日程で行われるということが理由の一つと考えられる。

### 競馬関連組織
日本の中央競馬に所属する競馬場は全て日本中央競馬会（JRA）の所有であり、ルールの策定・騎手免許の発行などを全てJRAとその下部組織が行っている。これに比してアメリカ競馬の組織構造ははるかに複雑である。
まず各競馬場はそれぞれ独立の営利組織であり（NYRA・チャーチルダウンズ社のように複数の競馬場を所有する団体もある）、それぞれが独自の考えを持って経営を行っている。競馬場の指導・ルールの策定・騎手や調教師の免許の発行などの業務を行っているのが各州の競馬委員会である。
かつては全アメリカ競馬を統括する組織としてジョッキークラブが存在したが、現在は競走馬登録などを行う組織として存在している。またサラブレッド事業の振興を目的としたサラブレッド馬主・生産者協会（Thoroughbred Owners and Breeders Association、略称TOBA)があり、その下部組織にアメリカ競馬競走のグレード格付けを行う格付け委員会（American Graded Stakes Committee）がある。
他に全米で統一的なドーピング規制を行うことを目指して2001年に設立された組織が薬物規制標準化委員会（Racing Medication & Testing Consortium、略称RMTC）であるが、こちらもあくまで目標・モデルを示す組織であり、命令権は持っていない。それゆえ未だ道半ばである。また競馬人気の向上を目的として1998年に設立されたのが全米サラブレッド競馬協会（National Thoroughbred Racing Association 略称NTRA）である。アメリカ全土の競馬のマーケティング、広告、プロモート、テレビ放映などいわゆる「競馬そのもの」のアピールを大衆へ向けて行っている。
これらの組織は全て独立であり、協力関係にあっても上下関係にはない。
各競馬場が独自の経営努力を行うという良い面もあるが、一方で各組織の間で利益が衝突し、各種問題に対して足並みそろえた対応が出来ないという悪い面もある。ドーピング問題に関してはこれが顕著であり、全アメリカ的に影響力を及ぼせる組織を作るべきだという意見も多い。

#### 競馬場

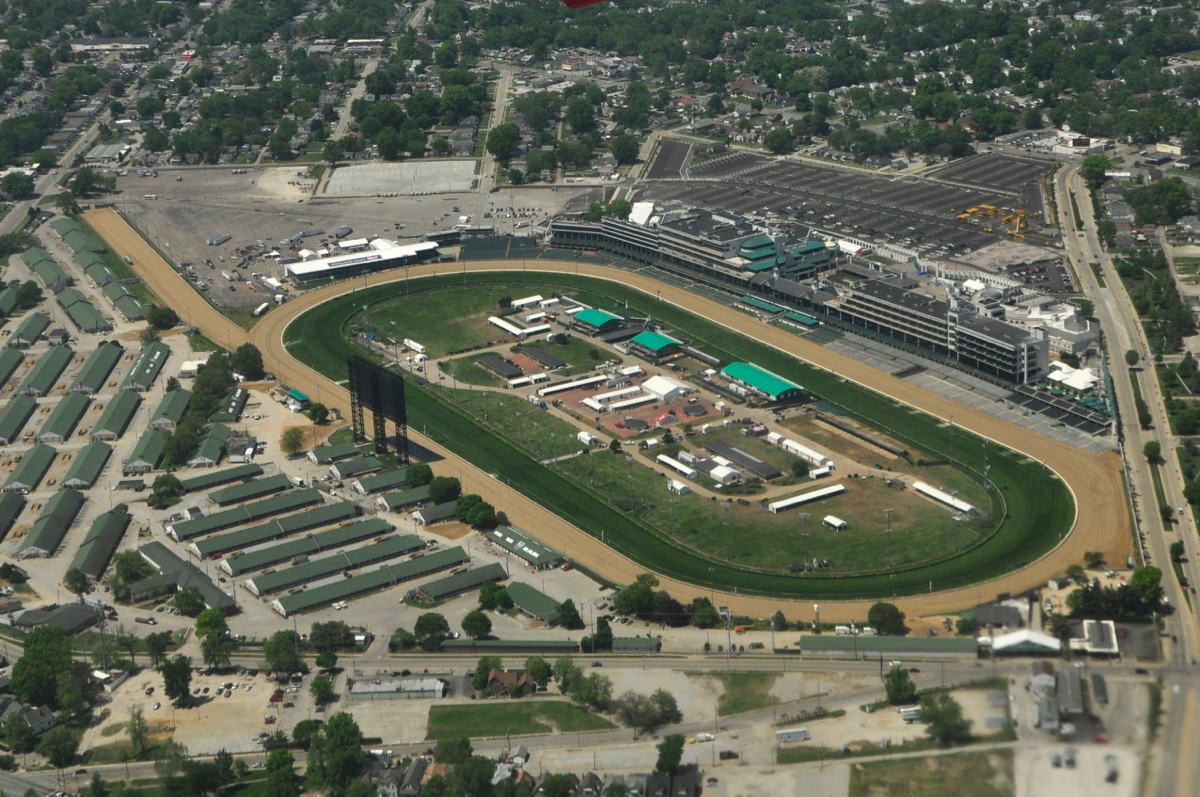
チャーチルダウンズ航空写真

既述のとおり、アメリカの競馬場はそれぞれ独立の営利組織であり、それぞれが独自の考えを持って経営を行っている。競馬場単位で運営が独立している為競争原理が働き、ボーナス賞金を設定して有力馬の出走を促すといった事が積極的に行われている。例えば1985年にケンタッキーダービーに勝利したスペンドアバックはその次に2冠目のプリークネスステークスではなく、G3ジャージーダービーに出走した。ジャージーダービーが行われるガーデンステート競馬場のオーナーがケンタッキーダービーとジャージーダービーの両方を勝利した馬に200万ドルのボーナスを出すとしていたからである。
しかし経営が上手くいかなければ他企業による買収、最悪の場合は廃業ということも起こりうる。2013年に西海岸の名門競馬場ハリウッドパーク競馬場が閉鎖されたことは競馬関係者に衝撃を与えた。また競馬場の経営母体の中には買収を経て複数の競馬場を所有している企業もある。ベルモントパーク・アケダクト・サラトガを所有するニューヨーク州競馬協会(NYRA)、チャーチルダウンズなどを所有するチャーチルダウンズ社、サンタアニタ・ピムリコ・ガルフストリームなどを所有する1/STの3社が特に大きい。
競馬場の中のいわば表玄関口には一般客が入るメインスタンド・駐車場・レストラン・カフェなどがある。現在のアメリカの競馬場はカジノが併設されていることが増えている。このようなカジノ併設の競馬場をレーストラック(RaceTrack)+カジノ(Casino)でレーシノ(Racino)と呼んでいる。競馬人気の低下に伴う経営難の競馬場が行い始めたこの形態だが、その思惑は当たってカジノ収入は競馬場の経営に非常に大きな存在となっている。
こういった競馬場の客を迎える表の空間に対して、裏の空間である関係者以外立ち入り禁止のバックエリアがある。上に挙げたチャーチルダウンズの航空写真で言えば右上が表・メインスタンドであり、左下が裏・バックエリアである。アメリカでは競走馬が普段寝泊まりする馬房や調教スペースはこのバックエリアにある。それ以外にも厩務員たちが寝泊まりする宿舎、獣医師・人間の医師が詰めている医務室、関係者が利用するカフェなどもあり、小さな町の様相を呈している。普段は関係者以外立入禁止だが、見学ツアーが行われることもある。

#### 州競馬委員会
州競馬委員会は当該州における競馬を管轄する組織である。1894年にジョッキークラブが出来てからはアメリカ全土を統括する組織として存在していたが、1930年代にフランクリン・ルーズベルト大統領は政府の競馬規制に対する圧力を強めて、ジョッキークラブの権限の一部を委譲させて競馬委員会を作った。
州競馬委員会は馬主・調教師・騎手等々に対するライセンスを発行する権限、競馬のルールを策定する権限、そして守らない者に対して罰を与える権限を持つ。
これら州競馬委員会が集まって開かれるのが州競馬委員会全国協会（Association of Racing Commissioners International、略称ARCI）である。会員の各競馬委員会の代表者およびカナダ・メキシコ等の競馬（とドッグレース）関係者を招いて会合が行われており、規則・規制モデルを発表している。しかしあくまでモデルであり、各競馬委員会は独自の判断でそれを受け入れるかどうかを決める。またカリフォルニア州などの競馬委員会は非会員である。

#### ジョッキークラブ
19世紀後半、競馬はアメリカ全土で高い人気を誇っていたが、統括する組織が無かったために犯罪組織の横行などの問題を抱えていた。1894年、それを是正する目的で本家イギリスのジョッキークラブを模倣して誕生したのがアメリカン・ジョッキークラブである。当時から1951年までは競馬場・騎手・調教師の免許の発行や各種ルールの制定を行う全米の競馬統括組織であった。
現在は上述のように各種権限は失っており、その主な活動内容は以下のようなものである。
- 血統書の管理
- 競走馬登録の管理
- アメリカンスタッドブック（英語版）の発行

また下部組織として以下のようなものがある。
- ブラッド・ホースパブリケーションズ（英語版）（ブラッド・ホース誌発行）
- エクイベース（大規模な競馬データベース。サラブレッド競馬場協会との共同）
- エクイライン（血統データベース）
- TJCメディアベンチャー（アメリカズベストレーシングを運営）

## 主な競走

### 平地競走

#### 3歳
- クラシック
  - アメリカクラシック三冠
    - ケンタッキーダービー
    - プリークネスステークス
    - ベルモントステークス
- その他の3歳主要競走
  - ケンタッキーオークス
  - トラヴァーズステークス
- ニューヨーク牝馬三冠
  - エイコーンステークス
  - コーチングクラブアメリカンオークス
  - アラバマステークス
- ニューヨーク3歳芝三冠
  - ベルモントダービーインビテーショナルステークス
  - サラトガダービー
  - ジョッキークラブダービー
- ニューヨーク3歳牝馬芝三冠
  - ベルモントオークスインビテーショナルステークス
  - サラトガオークス
  - ジョッキークラブオークス

#### 古馬
- ペガサスワールドカップ（2017年新設）[137][138]
- ペガサスワールドカップターフ（2019年新設）[139][140]
- サンタアニタハンデキャップ
- ピムリコスペシャル
- ハリウッドゴールドカップステークス
- パシフィッククラシックステークス
- ウッドワードステークス
- ジョッキークラブゴールドカップ
- メトロポリタンハンデキャップ
- ブルックリンインビテーショナルステークス
- サバーバンハンデキャップ

#### ブリーダーズカップ・ワールド・サラブレッド・チャンピオンシップ
- ブリーダーズカップ・ジュヴェナイルフィリーズ
- ブリーダーズカップ・ジュヴェナイル
- ブリーダーズカップ・フィリー&メアターフ
- ブリーダーズカップ・スプリント
- ブリーダーズカップ・マイル
- ブリーダーズカップ・ディスタフ
- ブリーダーズカップ・ターフ
- ブリーダーズカップ・クラシック
- ブリーダーズカップ・ダートマイル（2007年新設）
- ブリーダーズカップ・フィリー&メアスプリント（2007年新設）
- ブリーダーズカップ・ジュヴェナイルターフ（2007年新設）
- ブリーダーズカップ・ターフスプリント（2008年新設）
- ブリーダーズカップ・ジュヴェナイルフィリーズターフ（2008年新設）
- ブリーダーズカップ・ジュヴェナイルターフスプリント（2018年新設）

※クォーターホースの大レース
- チャンピオンオブチャンピオンズ（英語版）
- オールアメリカンフューチュリティ（英語版）

#### アメリカのG1競走のレース日程
各レースの開催日付は2024年のものである。2024年にG1に格上げされたレースはフランクリンシンプソンステークスで、G1から格下げされたレースはハリウッドゴールドカップ・カーターハンデキャップ・マンノウォーステークス・ユナイテッドネーションズステークス・ビヴァリーD.ステークスであった。
各レースの後の2ないし3文字の英字は開催競馬場の略号。BAQ＝アケダクト競馬場（ベルモントパーク競馬場代替）・CD/CNL＝チャーチルダウンズ競馬場・DMR＝デルマー競馬場・GP＝ガルフストリームパーク競馬場・KEE＝キーンランド競馬場・KD=ケンタッキーダウンズ競馬場・LRC＝ロスアラミトス競馬場・MTH＝モンマスパーク競馬場・OP＝オークローンパーク競馬場・PIM＝ピムリコ競馬場・PRX＝パークスレーシング競馬場・SA＝サンタアニタ競馬場・SAR＝サラトガ競馬場。
|            | 東海岸 | 中央部 | 西海岸 |
| ---------- | --- | --- | --- |
| 1月        | | （27日）ペガサスWCターフ（GP） （27日）ペガサスワールドC（GP） | |
| 2月        | | | |
| 3月        | | （1日）フロリダダービー（GP） （1日）アーカンソーダービー（OP） | （3日）サンタアニタH（SA） （3日）フランクE.キルローM（SA） （9日）ビホルダーマイル（SA）                                                              |
| 4月        | | （5日）アッシュランドS（KEE） （6日）マディソンS（KEE） （6日）ブルーグラスS（KEE） （12日）メーカーズマークM（KEE） （13日）アップルブロッサムH（OP） （13日）ジェニーワイリーS（KEE）                 | （6日）サンタアニタダービー（SA） |
| 5月        | （18日）プリークネスS（PIM） | （3日）ケンタッキーオークス（CD） （3日）ラトロワンヌS（CD） （4日）ケンタッキーダービー（CD） （4日）ダービーシティディスタフ（CD） （4日）オールドFTクラシック（CD） （4日）チャーチルダウンズS（CD） | （27日）ゲイムリーS（SA） （27日）シューメイカーマイル（SA）                                                                                           |
| 6月        | （7日）ジャストアゲームS（SAR） （7日）ニューヨークS（SAR） （7日）エイコーンS（SAR） （8日）ベルモントS（SAR） （8日）オグデンフィップスS（SAR） （8日）メトロポリタンH（SAR） （8日）マンハッタンS（SAR） （8日）ジャイプールS（SAR） （8日）ウッディースティーブンスS（SAR）                                                                                    | （29日）スティーブンフォスターS（CD） | |
| 7月        | （6日）ベルモントオークス（BAQ） （6日）ベルモントダービー（BAQ） （13日）ダイアナS（SAR） （20日）ハスケルS（MTH） （20日）CCAオークス（SAR） （27日）アルフレッドG.ヴァンダービルトH（SAR) | | （27日）ビングクロスビーS（DMR） |
| 8月        | （3日）ホイットニーS（SAR） （3日）テストS（SAR） （11日）サラトガダービー（SAR） （11日）フォースターデイヴH（SAR） （17日）アラバマS（SAR） （23日）パーソナルエンスンS（SAR） （24日）バレリーナH（SAR） （24日）ソードダンサーS（SAR） （24日）フォアゴーS（SAR） （24日）トラヴァーズS（SAR） （24日）アレンジャーケンスS（SAR） （31日）スピナウェイS（SAR） | （11日）アーリントンミリオン（CNL） （14日）ブルースD.S（AP） （14日）べヴァリーD.S（AP） | （3日）クレメントL.ハーシュS（DMR） （17日）デルマーオークス（DMR） （31日）パシフィッククラシック（DMR）                                              |
| 9月        | （4日）ホープフルS（SAR） （21日）コティリオンS（PRX） （21日）ペンシルベニアダービー（PRX） （28日）JHターフクラシック（BAQ） | | （7日）フランクリンシンプソンズS（KD) （7日）デルマーデビュタントS（DMR） （8日）デルマーフューチュリティ（DMR） （28日）カリフォルニアクラウンS（SA） |
| 10月       | （5日）フリゼットS（BAQ） （5日）シャンペンS（BAQ） | （5日）アルシビアデスS（KEE） （5日）ファーストレディS（KEE） （5日）Bフューチュリティ（KEE） （5日）クールモアターフM（KEE） （6日）スピンスターS（KEE） （12日）QEII世チャレンジC（KEE）              | （5日）アメリカンファラオS（SA） |
| 11月 第1週 | ブリーダーズカップ・ワールド・サラブレッド・チャンピオンシップ（DMR）（各競馬場の持ち回り制） | ブリーダーズカップ・ワールド・サラブレッド・チャンピオンシップ（DMR）（各競馬場の持ち回り制） | ブリーダーズカップ・ワールド・サラブレッド・チャンピオンシップ（DMR）（各競馬場の持ち回り制）                                                          |
| 11月       | | | （30日）ハリウッドダービー（DMR） |
| 12月       | | | （1日）メイトリアークS（DMR） （26日）マリブS（SA） （26日）ラブレアS（SA） （26日）アメリカンオークスS（SA）                                          |

### 障害競走
- グランドナショナルハードル
- ロイヤルチェイス
- コロニアルカップ
- ジョージアカップ
- ニューヨークターフライターズカップ
- ロンサムグローリースティープルチェイス
- フォックスブックシュプリームハードル（ノービス）
- チャンピオンシップシュプリームハードル（ノービス）
- イロコイハードル

### 繋駕速歩競走
- ブリーダーズクラウン
- ハンブルトニアン

## アメリカの主要競馬場
ここではアメリカの主要な競馬場だけを挙げる。より詳しい一覧はCategory:アメリカ合衆国の競馬場・Category:Horse racing venues in the United Statesを参照のこと。

### アメリカ東海岸
- ニューヨーク州
  - アケダクト競馬場
  - ベルモントパーク競馬場
  - サラトガ競馬場
- ニュージャージー州
  - メドウランズ競馬場
  - モンマスパーク競馬場
- メリーランド州
  - ピムリコ競馬場
  - ローレルパーク競馬場
- デラウェア州
  - デラウェアパーク競馬場
- ペンシルベニア州
  - パークスレーシング競馬場
- バージニア州
  - コロニアルダウンズ競馬場

### アメリカ中央部
- ケンタッキー州
  - チャーチルダウンズ競馬場
  - キーンランド競馬場
  - ケンタッキーダウンズ競馬場
- フロリダ州
  - ガルフストリームパーク競馬場
  - タンパベイダウンズ競馬場
- ルイジアナ州
  - フェアグラウンズ競馬場
  - デルタダウンズ競馬場
  - ルイジアナダウンズ競馬場
- イリノイ州
  - ホーソーン競馬場
- アーカンソー州
  - オークローンパーク競馬場
- テキサス州
  - ローンスターパーク競馬場

### アメリカ西海岸
- ロサンゼルス周辺
  - サンタアニタパーク競馬場
  - ロスアラミトス競馬場
  - デルマー競馬場

## 日本への遠征
→詳細は「海外調教馬による日本への遠征」を参照。